# 마리나 101
마리나 101은 아랍에미리트 두바이에 있는 초고층 건물이다. 완공하고 개장을 2017년에 했다.

## 갤러리

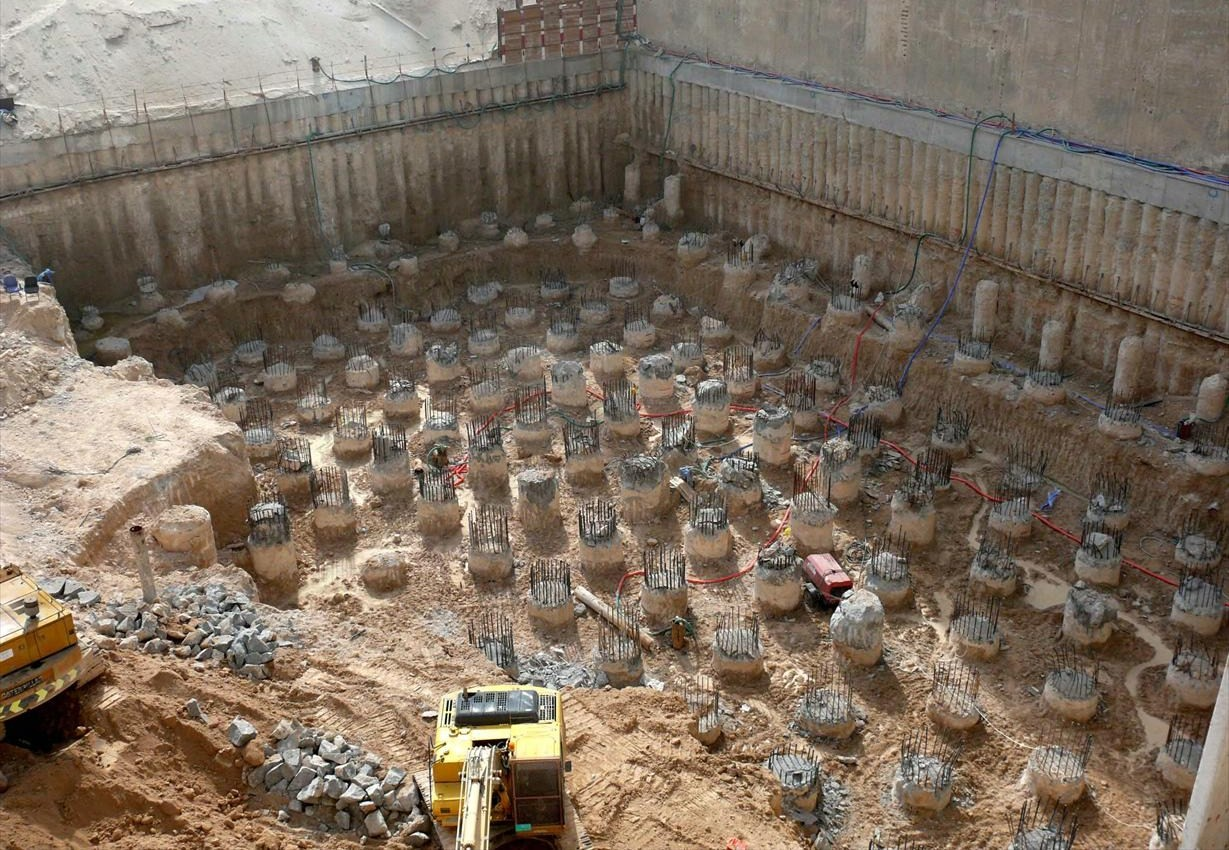
2008년 1월 4일

## 같이 보기
- 마천루 목록
- 아랍에미리트의 마천루 목록
- 두바이의 마천루 목록
- 100층 이상의 마천루 목록